# 함양 대대리 마애여래입상
함양대대리마애여래입상(咸陽大垈里磨崖如來立像)은 대한민국 경상남도 함양군 안의면 대대리 뒷산 8부 능선에 위치한 자연암반에 선형으로 음각한 여래입상이다. 1997년 1월 30일 경상남도의 유형문화재 제333호로 지정되었다.

## 개요
뒷산 8부 능선에 위치한 자연암반에 선형으로 음각한 여래입상이다.
주변에 기와편이 산재하는 것으로 미루어 보아 사찰이나 암자가 있었던 것으로 추정된다.
여래입상의 높이는 6m 정도이고, 폭은 2.5m 정도이며 방형 기단위에 앙련좌와 통견의 가사가 희미하지만 남아 있다.
목의 삼도, 뚜렷하지 못한 선각, 어색한 구도 등 특징으로 고려시대에 조성된 것으로 추정된다.

## 참고 문헌
- 함양 대대리 마애여래입상 - 국가유산청 국가유산포털